# Vol 9525 de Germanwings
El vol 9525 de Germanwings fou un vol regular entre Barcelona i Düsseldorf de la companyia alemanya Germanwings que el 24 de març del 2015 s'estavellà a la població de Prats de Blèuna Auta, prop de la localitat de Barceloneta de Provença. L'avió que cobria el trajecte era un Airbus A320 i duia 144 passatgers, 2 pilots i 4 tripulants, la totalitat dels quals moriren en el sinistre. Es tracta del pitjor estavellament de l'aviació europea de la dècada del 2010 i el segon sinistre d'una aerolínia de baix cost a la Unió Europea.
En resposta a l'accident i les seves circumstàncies, el fet que el copilot va estavellar l'avió deliberadament, les autoritats d'aviació del Canadà, Nova Zelanda, Alemanya i Austràlia van crear noves regulacions que obliguen a dues persones autoritzades a estar presents a la cabina del pilot en tot moment. Tres dies després de l'incident l'Agència Europea de Seguretat Aèria va emetre una recomanació temporal per a les companyies aèries per garantir que almenys dos membres de la tripulació, incloent almenys un pilot, fòssin presents a la cabina del pilot en tot moment del vol. Diverses aerolínies van anunciar que ja havien adoptat polítiques similars voluntàriament.

## Avió
L'aeronau accidentada, un Airbus A320-200 (D-AIPX), emprengué el seu primer vol el 29 de novembre del 1990 i tenia 24 anys. L'avió fou entregat a Lufthansa el febrer del 1991 i passà a l'aerolínia Germanwings el 2003. Fou retornat a Lufthansa el 2004 i posteriorment fou transferit de nou a Germanwings al gener del 2014.

## Accident

Trajectòria del vol.

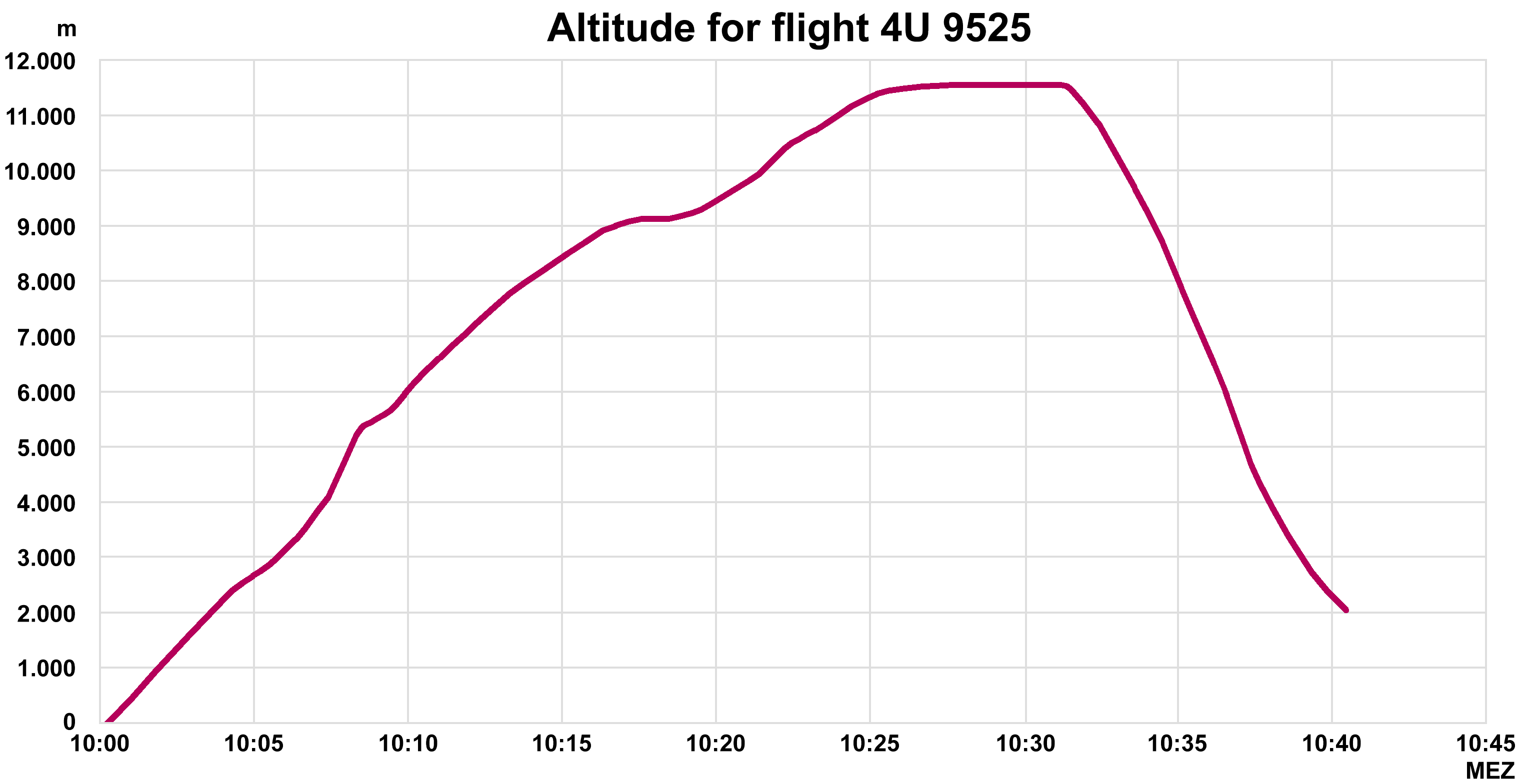
Gràfic de l'altitud de l'avió durant l'accident.

L'avió, que s'havia enlairat a les 09:49 (CET) de l'aeroport de Barcelona - el Prat, desaparegué dels radars a les 10:39, quan es trobava a una altitud de 6.800 peus sobre la Provença. Les dades de telemetria indiquen que, abans de desaparèixer del radar, l'A320 hauria començat a caure a les 10:31 i hauria perdut més de 13.000 peus d'altitud en quatre minuts.
El secretari d'Estat de Transports de França, Alain Vidalies, explicà que l'avió havia emès un senyal d'emergència a les 10:47, quan es trobava «a una altitud de 5.000 peus i en una situació anormal», fet que desmentiren les autoritats d'aviació civil franceses.
En un primer moment es desconeixen les causes de l'accident i es barregen diverses suposicions. Es descarta que hi hagin influït les condicions meteorològiques, ja que «el cel ha estat totalment clar durant tot el matí i el vent era molt feble», segons confirmà el servei de meteorologia francès.

## Passatgers i tripulació
En un primer moment s'informà que la majoria dels passatgers eren alemanys, i el govern espanyol durant les hores posteriors arribà a informar que hi havia 45 espanyols i, possiblement, alguns passatgers turcs a bord. Germanwings declarà que 67 ciutadans alemanys podien haver estat a bord, entre ells 16 estudiants i dos professors de l'escola Joseph-König-Gymnasium d'Haltern, a Renània, de camí de tornada a casa després d'estar d'intercanvi amb famílies de l'Institut Giola, a Llinars del Vallès. El govern espanyol confirmà l'endemà, però, un cop realitzada la segona reunió del gabinet de crisi estatal i verificades les llistes de passatgers, que el nombre de víctimes espanyoles s'elevava fins a 49. Hores després, matisà aquest valor i amplià a dues més les víctimes mortals, de manera que s'elevaven a 51 els morts de nacionalitat espanyola.
Els informes inicials suggeriren que hi havia 146 persones a bord, però els informes posteriors han confirmat que hi havia 144 passatgers i sis membres de la tripulació, incloent-hi canadencs, nord-americans, turcs, francesos, alemanys, anglesos, italians, coreans, russos i espanyols. Dos nadons espanyols eren bord de l'avió. Finalment, es va verificar que el nombre de passatgers era de 150 i el nombre de nacionalitats 20. Entre els passatgers hi havien la cantant d'òpera alemanya Maria Radner, el seu marit i el seu fill petit. Maria tornava d'unes representacions al Gran Teatre del Liceu de Barcelona, a les quals també hi participà el baix-baríton Oleg Bryjak, mort també en aquest accident d'aviació.
La premsa alemanya anuncià que el pilot era Patrick Sonderheimer. Un representant de Germanwings anuncià que el capità tenia 10 anys d'experiència de vol (6.000 hores de vol) amb Germanwings i Lufthansa volant avions del model A320. El copilot era Andreas Lubitz i tenia residència a Montabaur, Alemanya.
| Nacionalitat                    | Núm. |
| ------------------------------- | ---- |
| Alemanya                        | 70   |
| Espanya                         | 51   |
| Argentina                       | 3    |
| Kazakhstan                      | 3    |
| Regne Unit                      | 3    |
| Estats Units                    | 3    |
| Iran                            | 2    |
| Austràlia                       | 2    |
| Marroc                          | 2    |
| Colòmbia                        | 2    |
| Venezuela                       | 2    |
| Mèxic                           | 2    |
| Bosnia-Herzegovina              | 2    |
| Països Baixos                   | 1    |
| Dinamarca                       | 1    |
| Bèlgica                         | 1    |
| Israel                          | 1    |
| Turquia                         | 1    |
| Xile                            | 1    |
| Polònia                         | 1    |
| Total                           | 150  |
| Victimes amb doble nacionalitat | 4    |

## Investigació
L'Agència Francesa d'Aviació Civil, el Bureau d'Enquêtes et d'Analyses pour la Sécurité de l'Aviation Civile (BEA), obrí una investigació sobre l'accident, en col·laboració amb la seva homòloga alemanya, el Bundesstelle für Flugunfalluntersuchung (BFU). El 24 de març, la BEA envià un equip d'investigadors al lloc de l'accident, acompanyats per representants d'Airbus i de CFM International. S'anuncià que la BEA faria una roda de premsa el 25 de març de 2015.
El ministre d'interior francès, Bernard Cazeneuve, confirmà que una de les caixes negres de l'avió es trobà el mateix dia 24. Tot i estar malmesa, es pogueren analitzar les dades que contenia.
El 26 de març, el fiscal encarregat del cas digué que el copilot Andreas Lubitz probablement havia estavellat l'avió expressament. Segons la investigació, el pilot hauria sortit de la cabina i el copilot hauria iniciat el descens fins a una altitud de 10.000 peus. Quan el pilot hauria intentat tornar a la cabina, el copilot li ho hauria impedit. La caixa negra enregistrà cops forts a la porta de la cabina i, moments abans de l'impacte, crits dels passatgers.
El 27 de març la fiscalia alemanya va escorcollar els habitatges que Lubitz freqüentava a Montabaur i s'endugueren un ordinador i altres efectes personals per a procedir a la seva inverstigació. Entre els efectes personals van trobar un informe mèdic estripat però no cap nota de suïcidi entre els efectes personals. Les autoritats també van informar que havien trobat documents que demostraven que el copilot estava de baixa i en tractament mèdic, cosa que havia amagat a l'empresa i a la seva família.
L'endemà, les autoritats novament van registrar la casa de Lubitz, on van trobar evidències de que estava prenent medicaments receptats i patia d'una malaltia psicosomàtica. Els investigadors van trobar recerques a la seva tablet PC de Lubitz dels dies previs a l'accident, incloent-hi "maneres de suïcidar-se" i "portes de la cabina i els seus mecanismes de seguretat". El fiscal Brice Robin va informar que els metges li havien dit que Lubitz no hauria d'haver estat volar, però "impediments de secret mèdic" haurien evitat que aquesta informació pogués ser posada a disposició de Germanwings.
En les setmanes prèvies a la publicació de l'informe preliminar de la BEA, la investigació sobre Lubitz va descobrir que havia estat tractat per tendències suïcides abans del seu entrenament com a pilot comercial i se li havia negat temporalment la llicència de pilot als Estats Units a causa d'aquests tractaments per a la depressió. L'informe final de la BEA va confirmar les troballes de l'informe preliminar, afirmant que el copilot va començar a mostrar símptomes de depressió psicòtica. Durant cinc anys Lubitz havia estat sovint incapaç de dormir, a causa del que ell creia que eren problemes de visió; va consultar a més de quaranta metges i temia que s'estava quedant cec. Motivat pel temor que la ceguesa li faria perdre la seva llicència de pilot, va començar les recerques en línia sobre els mètodes de suïcidar-se, abans de decidir-se a estavellar vol 9525.

## Reaccions

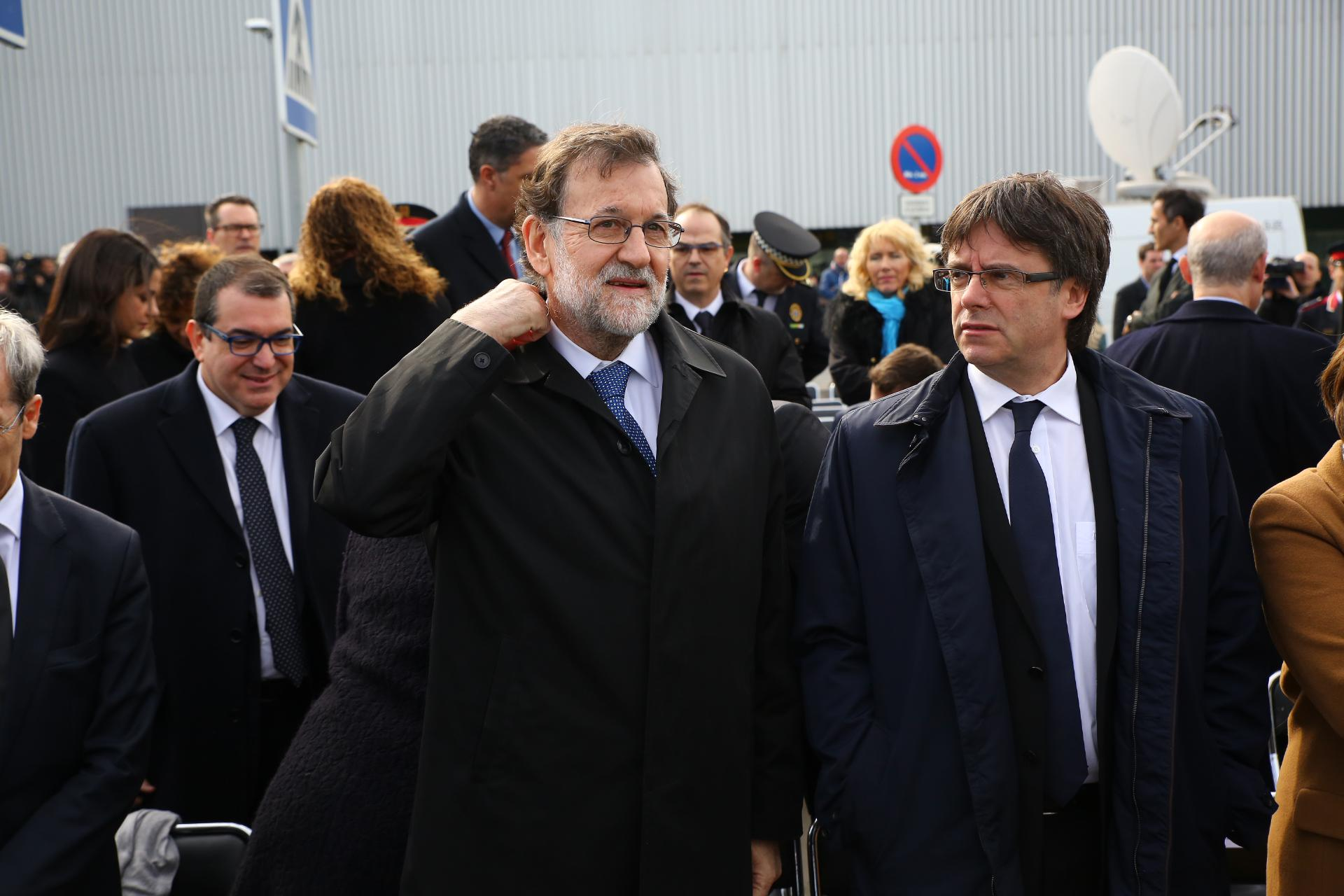
Acte d'homenatge a l'aeroport del Prat a les víctimes de l'accident del vol 9525 de Germanwings en el primer aniversari del sinistre.

En paraules del president de la República Francesa, François Hollande: «les condicions de l'accident suggereixen que no hi hauria supervivents». Hollande també declarà que l'avió duia passatgers alemanys i espanyols, sense especificar si també hi havia víctimes d'altres nacionalitats. Les víctimes espanyoles serien 45, segons el gabinet de crisi del govern espanyol. El primer ministre francès, Manuel Valls, envià el ministre de l'Interior, Bernard Cazeneuve, al lloc de l'accident i posà en marxa una cèl·lula de crisi ministerial per coordinar l'incident.
El president de la Comissió Europea, Jean-Claude Juncker, digué: «He rebut amb profunda tristesa la notícia de l'accident d'avió a França que ha costat la vida a 150 persones. El meu cor és amb les famílies i amics de les víctimes. És una tragèdia que ens toca molt de prop i ens colpeja durament. En nom propi i en nom de la Comissió Europea, vull expressar el meu més sentit condol a les famílies i amics de les víctimes, així com la nostra solidaritat europea amb tots els alemanys, francesos i espanyols.»
El 25 de març, Germanwings va retirar el número de vol 4U9525 i el canvià per 4U9441. El vol de tornada també es va canviar, de 4U9524 a 4U9440.

## Indemnitzacions
Germanwings va lliurar 50.000 euros als familiars de les víctimes després de l'accident a càrrec de les compensacions futures, i finalment van rebre quantitats entre 20.625 i els 105.000 euros per cada familiar. Allianz Global va assumir les indemnitzacions als familiars.

## Commemoració
Poc després de l'estavellament, es va erigir un monument commemoratiu en memòria de les víctimes a prop del lloc de l'accident de Le Vernet. Al mes següent, uns 1.400 familiars de víctimes, polítics superiors, treballadors de rescat i empleats de la companyia aèria van assistir a un servei de memòria a la catedral de Colònia. Els pares d'Andreas Lubitz van ser convidats al servei però no hi van assistir.